# Alberto Polacchi
Alberto Polacchi (* 8. Januar 1973 in Domodossola) ist ein italienischer Skeletonpilot.
Alberto Polacchi lebt in Domodossola und wird von Hansjörg Raffl trainiert. Er trat erstmals 1999 bei den nationalen Skeletonmeisterschaften an und belegte Platz sechs. Im November 2000 gab er sein internationales Debüt als 16.-Platzierter bei einem Rennen in Igls im Rahmen des Skeleton-Europacups. Bis zur Saison 2003/04 sollten diese beiden Wettbewerbe seine Hauptbetätigungsfelder bleiben. Im Europacup schaffte er nie den Sprung unter die besten Zehn, bei den nationalen Titelkämpfen verpasste er den Sprung unter die Medaillenränge auf den Plätzen vier und fünf meist knapp. 2003/04 konnte Polacchi in Calgary sein Debüt im Skeleton-Weltcup geben und wurde 29. In der Folgezeit trat er nun meist in diesem Wettbewerb an, ohne jedoch nennenswerte Platzierungen zu erreichen. 2005 nahm der Italiener erstmals bei den Skeleton-Weltmeisterschaften in Calgary teil und belegte Rang 19. 2005 gewann er auch erstmals den Titel als italienischer Meister, den er auch in den folgenden beiden Jahren holte. Im Januar 2006 erreichte er im Europacup in Igls als Zweitplatzierter erstmals ein sehr gutes internationales Ergebnis. Im Weltcup erreichte Polacchi 2007 auf seiner Heimbahn in Cesana Pariol als 14. sein bislang bestes Ergebnis. Die Skeleton-Weltmeisterschaft 2007 in St. Moritz beendete er als 21., die Skeleton-Europameisterschaft 2007 in Königssee als 17. 2009 wurde er italienischer Vizemeister.